# بندرآباد (اشکذر)
بندرآباد، روستایی از توابع بخش مرکزی شهرستان اشکذر در استان یزد ایران است

## جمعیت
این روستا در دهستان رستاق قرار دارد و براساس سرشماری مرکز آمار ایران در سال ۱۳۸۵، جمعیت آن ۸۳۸ نفر (۲۱۳خانوار) بوده‌است.